# Азиаты

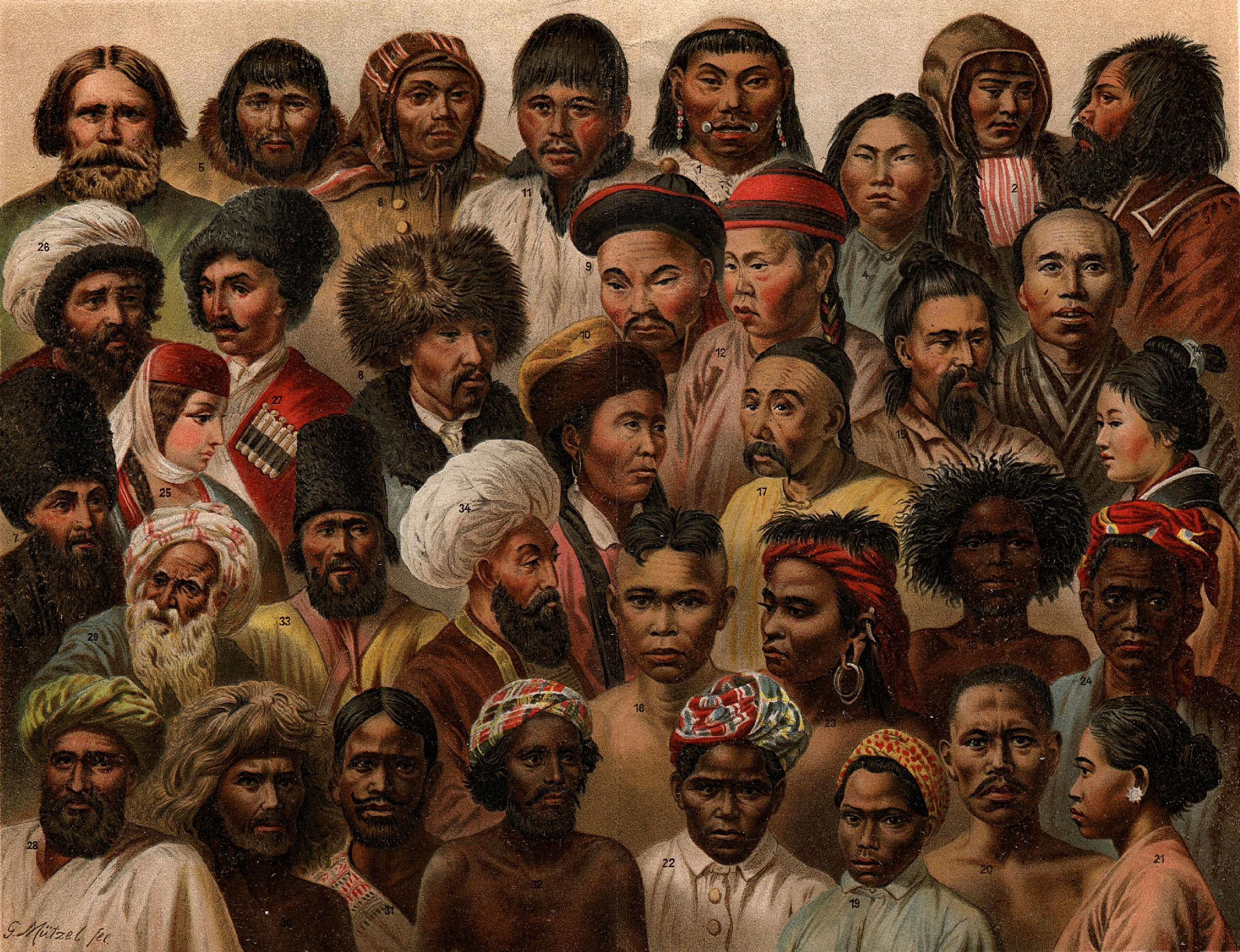
Азиаты.

Азиатами (англ. asian, англ. asiatic people) обычно называют людей, которые являются коренными жителями или происходят из Азии. 
В Толковом словаре живого великорусского языка Владимира Даля указано что Азиа́т, азия́т м. уроженец Азии; (бранное слово:) грубый, необразованный человек. Азиа́тец м. уроженец Азии. Значение, которое вкладывается в этот термин, варьирует от страны к стране, от государства к государству, а для классификации этнических групп в Азии предлагаются различные определения, которые могут отличаться для выходцев или коренных жителей из Восточной, Центральной, Южной, Юго-Восточной, а также Передней (Юго-Западной), и Северной Азии.

## Региональные вариации

### Австралия
Австралийская перепись населения включает четыре региона Азии: Центральная, Южная, Юго-Восточная и Северо-Восточная Азия. В то же время жители Ближнего Востока отдельно классифицируются как жители Северной Африки и Ближнего Востока.

### Англоязычная Африка и Карибский бассейн
В некоторых частях Карибского бассейна, в восточной Африке, а также в англоязычной Африке, термин «азиат» чаще всего ассоциируется с людьми южноазиатского происхождения, особенно с индийцами, пакистанцами, бангладешцами и шриланкийцами.

### Арабские государства Персидского залива
В арабских государствах Персидского залива термин «азиат» обычно относится к людям из Южной и Юго-Восточной Азии из-за большого количества экспатриантов из Индии, Пакистана, Бангладеш и Филиппин в этих странах. Однако, бывают случаи, когда этот термин используется исключительно для обозначения выходцев из Южной Азии.

### Великобритания
В Великобритании термин «азиат» чаще всего ассоциируется с людьми южноазиатского происхождения, особенно с индийцами, пакистанцами, бангладешцами и шриланкийцами. Термин «азиат» используется в разделе «этническая группа» в формах переписи населения Великобритании, в которых «азиатский» и «китайский» рассматриваются отдельно. Большинство выходцев из стран Восточной Азии и Юго-Восточной Азии, которые участвовали в переписи населения 2001 года и не являлись китайцами, предпочитали указывать свою этническую принадлежность в категории «другая этническая группа», а не в категории «другое азиатское происхождение», что отражает ассоциацию слова «азиат» в Великобритании именно с Южной Азией. Несмотря на сильное присутствие выходцев из Восточной Азии в Великобритании, выходцев из Южной Азии в ней значительно больше. По данным переписи 2001 года, в Великобритании было 1.05 млн человек индийского происхождения и 247 тыс. китайцев. Питер Дж. Аспиналл из Центра исследований служб здравоохранения Кентского университета рекомендует отдавать предпочтение термину «южноазиатский» вместо термина «азиатский», поскольку считает последний спорным.

### Канада
Канадская перепись населения использует термин «азиатский» панконтинентально. Представляя результаты переписи населения 2016 года по «этническому происхождению» Статистическая служба Канады в категорию людей с «азиатским происхождением» включила выходцев из следующих стран: Западно-центральноазиатских и Ближнего Востока (включая «арабские, если не указано иное»), Южной Азии, Восточной и Юго-Восточной Азии, а также «другое» азиатское происхождение.

### Новая Зеландия
Согласно переписи населения, проведённой Статистическим управлением Новой Зеландии, к азиатам относятся люди китайского, индийского, корейского, филиппинского, японского, вьетнамского, шри-ланкийского, камбоджийского и тайского происхождения. В менее формальном контексте люди из Южной Азии в Новой Зеландии обычно не характеризуются как «азиаты».

### Норвегия
Статистическое управление Норвегии использует термин «азиат» пан-континентально, подразумевая под ним выходцев из любых стран Азии, включая ближневосточные.

### Россия
В. И. Даль насчитывал пять «главных племён человеческих: белое (Кавказ и Европа), жёлтое (Китай), красное (Америка), бурое (Полинезия) и чёрное (Африка)»
Значительная часть подданных Российской империи и государства после покорения Сибири была азиатами. В начале XX века стало менее популярным говорить об азиатских корнях, некоторыми исследователями, в связи с осмыслением происхождения русских, из числа азиатов исключались монгольские, тюркские и финские племена.
Доктор биологических наук Неструх М. Ф. выделяет монголоидную или азиатско-американскую «большую расу» которую делит на следующие: американские расы, азиатскую ветвь монголоидных рас, расу континентальных монголоидов, арктическую (эскимосов и палеоазиатов) и тихоакеанские (восточноазиатские) расы.

### Соединённые Штаты Америки
В 1968 году конференция азиатских активистов решила отдать предпочтение названию «американец азиатского происхождения» по сравнению с конкурирующими терминами — «жёлтый», «монголоид» или «восточный». Филиппинцы на встрече сочли себя скорее «коричневыми», чем «жёлтыми», и конференция посчитала термин «восточные» евроцентрическим, поскольку азиаты происходят из стран «востока» только с точки зрения Европы.
До 1980 года и ранее в формах для переписи населения можно было указать азиатско-индийское происхождение в ряду с белым, чёрным и другими более подробными группами. Ещё раньше американцев азиатского происхождения относили к категории «прочие». В переписи 1980 года азиатов объединили в «выходцев из Азии или островов Тихого океана». В переписи 1990 года выходцы из азиатских или тихоокеанских островов (API) были выделены как отдельная категория.
Согласно Бюро переписи населения США 2000 и 2010 гг. определение азиатской расы звучит так: «люди, происходящие от любого из коренных народов Дальнего Востока, Юго-Восточной Азии или (например, Камбоджа, Китай, Индонезия, Япония, Корея, Малайзия, Казахстан, Таджикистан, Узбекистан, Кыргызстан и Филиппинские острова, Таиланд и Вьетнам)».
По поводу расового состава США Сандра С. Ли с коллегами на основании данных 2000 года, утверждали, что трудно определить, почему американцы азиатского происхождения являются «расой», а латиноамериканцы — «этнической группой», хотя все они включают различные группы населения различного происхождения. В начале XX века людей южноазиатского происхождения считали индуистами, независимо от их религии, а сейчас некоторых из них считают «белыми». В США классификация людей с Индийского субконтинента зависит от страны их происхождения. В 1930 и 1940 годах американские индийцы идентифицировались отдельно как «индуисты», в 1950 и 1960 годах как другая раса, а затем в 1970 году как белые. С 1980 года индийцы и все другие выходцы из Южной Азии были классифицированы как часть азиатской этнической группы. Социолог Мадхулика Хандельвал описывал, что «… выходцы из Южной Азии были включены в перепись населения как „азиаты“ только в 80-х годах. До этого многие жители Южной Азии отмечали графы „Европеоидный“ или „Другой“.»
Респонденты в США также могут указать своё конкретное происхождение, однако те, кто при этом не указывает свою расу, не будет классифицированы как «азиаты». В отличие от жителей Юго-Восточной и иных регионов Азии, американцы арабского, ливанского, армянского, ассирийского, азербайджанского, чеченского, грузинского, израильского-еврейского, курдского, турецкого, и иранского происхождения, не лоббировали включение в список азиатов, из за антропологической принадлежности этих народов к европеоидной (белой) расе.
Обычно при употреблении «азиат» американцы не имеют ввиду выходцев с островов Тихого океана. Термин «выходцы из Азии и островов Тихого океана» или «Азиатско-Тихоокеанский регион» использовался при переписи населения США 1990 года, в переписи населения США 2000 года эта категория была разделена на две: «азиаты» и «коренные жители Гавайев или других тихоокеанских островов».

#### Академический консенсус США
Профессор права Вашингтонского университета, Эдвард Дж. Имвинкельрид, говорит что «монголоиды (включая азиатов и индейцев)» являются одной из групп, которую можно распознать по анализу волос.
Норман Дж. Зауэр с факультета антропологии Университета штата Мичиган утверждает, что в судебной антропологии выделяют «большую тройку» рас: «белых», «чёрных» и «азиатов», в которых включают американских индейцев. Кавалли-Сфорца также называл америндов «аборигенной азиатской группой» Америки.
Луиджи Лука Кавалли-Сфорца называл азиатами как «азиатских европеоидов», так и «монголоидов» Азии.
Леонард Либерман, профессор антропологии в Университете Центрального Мичигана, заявил, что в Соединённых Штатах стереотип существования составляющих весь мир трёх различных рас (европеоидной, негроидной и монголоидной) был основан на иммигрантах из Северо-Западной Европы, Западной Африки и Юго-Восточного Китая. Он также заявил, что не всех азиатов можно назвать монголоидами.
Мэтт Картмилл с факультета биологической антропологии и анатомии Университета Дьюка обратил внимание, что «география происхождения имеет мало общего с концепцией расы в её реальном применении», поскольку в одном и том же географическом регионе могут быть рождены люди разного этнического происхождения.
Майкл Бамшад и др. из отдела генетики человека Университета штата Юта обнаружили, что исследованные 255 людей из Чёрной Африки (к югу от Сахары), Восточной Азии и из Западной Европы имели высокодостоверные генетические признаки наличия «предков из одной популяции». Среди 263 человек из Южной Индии был установлен значительно более высокий уровень генетической вариативности.
Анджело Н. Анчета из юридического факультета Университета Санта-Клары утверждает, что термин «азиат» не является точным, так как неясно, описывает ли он географическую или этническую категорию, и при этом и географически и этнически чётко очерчен быть не может.
Масниари Новита из биомедицинского факультета Университета Джембер отметил, что азиаты являются частью монголоидной расы, а азиаты с Индийского субконтинента являются частью европеоидной расы.
В стилистическом справочнике, опубликованном в 2011 году двумя профессорами университетов Соединённых Штатов Америки, рекомендуется использовать термин «азиатский» для обозначения людей, живущих в азиатских странах, таких как «Китай, Япония, Корея, Вьетнам и т. д.» за исключением случаев, когда более уместно использование более конкретного термина.

### Швеция
Статистическое управление Швеции использует термин «азиат» для обозначения иммигрантов азиатского происхождения из всех стран Азии, включая Ближний Восток.

## Исторически сложившееся толкование

### Монголоиды
Виллетт Энос Ротцелл, профессор ботаники и зоологии в Медицинском колледже Ганемана, использовал термин «азиатская» для обозначения расы, которую он также называл «жёлтой или монголоидной расой».
Мехмет Яшар Ишкан с факультета антропологии Атлантического университета Флориды сетовал: «К сожалению, выступающие за принятие новой терминологии антропологи вызывают большую путаницу, пытаясь заменить термин монголоидный на термин азиатский, полностью игнорируя тот факт, что не менее 30 % жителей Азии (индийцы, иранцы, турки и т. д., а также народы Кавказа) являются европеоидами!».
Тургун Алмас также добавил: « Индийцы, пакистанцы, афганцы, иранцы, турки, арабы, уйгуры, таджики и другие относятся к белой расе».
Марта Мирасон Лар с факультета биологической антропологии Кембриджского университета заявила, что «все» «азиатские популяции» «сгруппированы под названием монголоиды».
Профессор судебно-медицинской экспертизы в Академии ФБР Карен Т. Тейлор говорит, что термин «азиатское происхождение» является современным эвфемизмом для «монголоидной расы» и включает «коренных американцев» и «различные азиатские группы».
Эугения Мария Гуэдес Пинту Антунес да Кунья с кафедры антропологии Университета Коимбры заявила, что в «большей части литературы по судебной антропологии» наблюдается современная тенденция «переименовывать» термин «монголоид» (в который она включает североамериканских индейцев) в термином «азиат» или «азиатский», а также что хотя терминология изменилась, «основополагающие допущения остались прежними».

Современное распределение населения, связанного с Восточной Азией.

Джун Кён-ран с коллегами с кафедры лабораторной медицины Ульсанского университета использовали термин «азиатское население» для группы, которую они также называли «азиатско-монголоидной», в которую они включали японцев, корейцев, китайцев и тайцев.
В книге о судебной антропологии 2009 года говорилось, что «ведущее руководство по остеологии человека» продолжало использовать «традиционные термины» «европеоид, монголоид, негроид», но «один из самых популярных последних учебников судебной антропологии» заменил их на «более современную, политкорректную терминологию азиатских, белых, чёрных и коренных американцев».